# Avitocaligus assurgericola
Avitocaligus assurgericola is een eenoogkreeftjessoort uit de familie van de Caligidae. De wetenschappelijke naam van de soort is voor het eerst geldig gepubliceerd in 2005 door Boxshall & Justine.